# Mathieu Faivre
Mathieu Faivre (Nice, 18 januari 1992) is een Franse alpineskiër. Hij vertegenwoordigde zijn vaderland op de Olympische Winterspelen 2014 in Sotsji en op de Olympische Winterspelen 2018 in Pyeongchang.

## Carrière
Bij zijn wereldbekerdebuut, in maart 2010 in Garmisch-Partenkirchen, scoorde Faivre direct wereldbekerpunten. Op de wereldkampioenschappen alpineskiën 2013 in Schladming eindigde de Fransman als 21e op de reuzenslalom. In oktober 2013 behaalde hij in Sölden zijn eerste toptienklassering in een wereldbekerwedstrijd. Tijdens de Olympische Winterspelen van 2014 in Sotsji eindigde Faivre als 24e op de reuzenslalom.
In Beaver Creek nam de Fransman deel aan de wereldkampioenschappen alpineskiën 2015. Op dit toernooi viel hij uit in de eerste manche van de reuzenslalom. Samen met Adeline Baud, Anemone Marmottan, Tessa Worley, Thomas Fanara en Thomas Mermillod Blondin eindigde hij als vijfde in de landenwedstrijd. In februari 2016 stond hij in Yuzawa Naeba voor de eerste maal in zijn carrière op het podium van een wereldbekerwedstrijd. Op 4 december 2016 boekte Faivre in Val-d'Isère zijn eerste wereldbekerzege. Op de wereldkampioenschappen alpineskiën 2017 in Sankt Moritz eindigde de Fransman als negende op de reuzenslalom, samen met Adeline Baud Mugnier, Tessa Worley en Alexis Pinturault werd hij wereldkampioen in de landenwedstrijd. Tijdens de Olympische Winterspelen van 2018 in Pyeongchang eindigde hij als zevende op de reuzenslalom.
In Åre nam Faivre deel aan de wereldkampioenschappen alpineskiën 2019. Op dit toernooi eindigde hij als zeventiende op de reuzenslalom. Op de wereldkampioenschappen alpineskiën 2021 in Cortina d'Ampezzo werd de Fransman wereldkampioen op zowel de reuzenslalom als de parallelslalom.

## Resultaten

### Olympische Winterspelen
| Jaar | Plaats      | Resultaten                        |
| ---- | ----------- | --------------------------------- |
| 2014 | Sotsji      | 24e Reuzenslalom                  |
| 2018 | Pyeongchang | 7e Reuzenslalom                   |
| 2022 | Peking      | Reuzenslalom · 5e Landenwedstrijd |

### Wereldkampioenschappen
| Jaar | Plaats               | Resultaten                           |
| ---- | -------------------- | ------------------------------------ |
| 2013 | Schladming           | 21e Reuzenslalom                     |
| 2015 | Beaver Creek         | DNF1 Reuzenslalom 5e Landenwedstrijd |
| 2017 | Sankt Moritz         | 9e Reuzenslalom · Landenwedstrijd    |
| 2019 | Åre                  | 17e Reuzenslalom                     |
| 2021 | Cortina d'Ampezzo    | Reuzenslalom · Parallelslalom        |
| 2023 | Courchevel & Méribel | 19e Reuzenslalom                     |

### Wereldbeker
Eindklasseringen
| Seizoen   | Algm | RS     | PAR | SC  | SG |
| --------- | ---- | ------ | --- | --- | -- |
| 2009/2010 | 117e | 36e    |     | –   | –  |
| 2010/2011 | 135e | –      | 35e | –   |    |
| 2011/2012 | 126e | 44e    | –   | –   |    |
| 2012/2013 | 78e  | 25e    | –   | –   |    |
| 2013/2014 | 44e  | 11e    | –   | –   |    |
| 2014/2015 | 61e  | 16e    | –   | –   |    |
| 2015/2016 | 21e  | 4e     | –   | –   |    |
| 2016/2017 | 14e  | Zilver | –   | –   |    |
| 2017/2018 | 48e  | 12e    | –   | –   |    |
| 2018/2019 | 35e  | 9e     | –   | –   |    |
| 2019/2020 | 29e  | 7e     | 23e | –   | –  |
| 2020/2021 | 16e  | 5e     | 10e |     | –  |
| 2021/2022 | 46e  | 13e    | –   | 36e |    |
| 2022/2023 | 93e  | 31e    |     | –   |    |
| 2023/2024 | 128e | 47e    | –   |     |    |

Wereldbekerzeges
| Datum            | Plaats      | Onderdeel    |
| ---------------- | ----------- | ------------ |
| 4 december 2016  | Val-d'Isère | Reuzenslalom |
| 28 februari 2021 | Bansko      | Reuzenslalom |